# Dolicheremaeus speciosus
Dolicheremaeus speciosus är en kvalsterart som först beskrevs av Pearce 1906.  Dolicheremaeus speciosus ingår i släktet Dolicheremaeus och familjen Tetracondylidae. Inga underarter finns listade i Catalogue of Life.